# Nomenclature des avions japonais de 1910 à 1945
Le système de désignation des aéronefs militaires japonais, notamment durant la guerre du Pacifique (1941-1945), était très compliqué. En fait, il se subdivisait en deux systèmes : celui de l’armée de terre, et celui de la Marine, la force aéronautique navale. Comme son adversaire principal de l’époque, les États-Unis, l’empire du Japon n’avait pas d’armée de l’air indépendante. 
À ces deux systèmes « officiels » s’ajoute un système inventé par l’armée américaine pour désigner les aéronefs ennemis.

## Armée de terre japonaise
Tout avion portait un numéro progressif de construction (Kitai), par exemple Ki-43, suivi de suffixes en chiffres romains et de lettres destinées à indiquer les versions et les séries dérivées. En outre, un numéro basé sur le dernier chiffre de l’année japonaise (le calendrier Meiji débutant en 1867 de l’ère chrétienne) en indiquait le type, par exemple chasseur type 1 de l’armée de terre. Enfin, très souvent un surnom était attribué (exemple : Hayabusa, faucon pèlerin).

## Marine japonaise
En plus d’un numéro de référence (Shi) fondé sur l’année de règne de l’empereur, chaque avion était identifié par un groupe de lettres et des numéros, avec une logique assez similaire au système de son adversaire la United States Navy dans la nomenclature des avions américains de 1926 à 1962 :
- La première lettre indiquait la fonction (A = chasseur embarqué),
- le premier numéro indiquait l’ordre de succession des avions de même type (6 = sixième chasseur embarqué en production),
- la seconde lettre indiquait le constructeur (M = Mitsubishi),
- le second numéro indiquait la version de l’avion.

Enfin, la machine possédait encore une désignation basée sur les chiffres de l’année japonaise, tout comme dans l’armée de terre, et souvent un surnom populaire.

## Armée et marine américaine
Au début de la guerre du Pacifique, fin 1941 et début 1942, les Américains découvrirent qu’il était difficile de décrire par radio les appareils japonais. En effet, leurs sigles n’étaient guère parlants (A6M5, A4M3) et leurs surnoms japonais étaient difficiles à prononcer pour des Occidentaux (Kyushu, Shinden). Afin d’éliminer tout risque de malentendu, les Américains attribuèrent à chaque type d’appareil japonais un prénom, comme les météorologistes militaires faisaient à l’époque pour distinguer les cyclones tropicaux.
- Les prénoms masculins étaient réservés aux chasseurs (« Oscar », « Tony », etc.).
- Les autres types d’appareils (bombardiers, torpilleurs, avions de reconnaissance et autres multiplaces) portaient un  prénom féminin (« Val », « Kate », « Betty », etc.)

Un cas particulier, l’avion japonais le plus célèbre au monde, le Mitsubishi A6M, baptisé Reisen par les Japonais et « Zeke » par les Américains (un prénom masculin qui ne se rencontre qu’aux États-Unis). Sorti en 1937, il avait pour dernier chiffre de l’année japonaise « 0 » puisque, comme indiqué plus haut, l’ère Meiji a débuté en 1867. Son existence a été découverte par les Occidentaux lors de l’attaque japonaise de décembre 1941 et il était cité, dans les communiqués japonais, comme « modèle 0 ». L’opinion publique n’a retenu que cela pour évoquer ce chasseur qui semblait invulnérable comme le « Zéro ». Cette appellation populaire a fini par supplanter les désignations officielles, tant du côté américain que japonais.